# 佐野忠義
佐野忠義（1889年3月7日－1945年7月3日）是日本陸軍的軍人。最終的階級是陸軍中將。

## 經歷
佐野忠義出身於日本静岡縣。於1911年5月自日本陸軍士官學校畢業，同年12月，就任陸軍砲兵少尉，在野砲第16連隊服役。1914年11月，自陸軍砲工學校高等科畢業，1922年11月，自陸軍大學校（34期）畢業。
經歷包括陸士教官、出任至英國、陸大教官、野砲第4連隊、第5師團參謀、野砲第24連隊長、第12師團司令部、野砲第20連隊長等。在中日戰爭擔任第14師團參謀長。1938年7月晉升為陸軍少將。之後擔任野戰重砲兵第4旅團長、陸軍野戰砲兵學校校長，於1941年3月升為陸軍中將。
佐野其後在第38師團出任師團長，並籌備入侵香港，太平洋戰爭於1941年12月8日爆發，佐野於開戰當日率領第38師團進攻香港，12月25日擊敗香港守軍後，佐野於1942年1月指揮第38師團遠征荷屬東印度爪哇岛，並消滅主要由荷蘭及澳洲軍隊組成的當地守軍。在被任命為防衛總司令部參謀長、參謀本部後，前往漢口擔任第34軍司令官。1945年7月3日因戰爭病逝於日本仙台。